# 張仲直
張 仲直（ちょう ちゅうちょく、繁体字: 張仲直; 簡体字: 张仲直; 拼音: Zhāng Zhòngzhí; ウェード式: Chang Chung-chih、1901年 - 1951年5月20日）は、中華民国の政治家。南京国民政府（汪兆銘政権）華北政務委員会の要人で、王克敏の腹心と目された。

## 事績
1919年に日本へ留学し、神戸高等商業学校の第17回生として入学した。1923年に卒業し、東京商科大学（現一橋大学）に進学している。
1937年（民国26年）12月に中華民国臨時政府が成立した後、翌1938年（民国27年）5月15日に同政府行政委員会委員長兼行政部総長・王克敏の下で行政部秘書となった。同年10月22日、行政委員会事務処処長に任命されている
1940年（民国29年）3月、臨時政府が汪兆銘政権に合流し華北政務委員会に改組された後も、委員長・王克敏の下で張仲直は引き続き腹心を務めた。5月4日、張は華北政務委員会秘書庁事務処処長代理に就任した。6月6日、王が汪兆銘（汪精衛）らとの対立の末に委員長等を辞職すると、張も追随して同日に事務処処長代理を辞職しようとした。ところが委員会から強く引き止められた模様で、6月9日には暫行代理という形で留任している。その後8月1日になって、ようやく辞職が認められた。同年中には、張は王に随従して訪日し、母校の神戸商業大学を訪問している。1941年（民国30年）4月、北京華北電業理事に任命された。
1943年（民国32年）2月8日、華北政務委員会委員長が王揖唐から朱深に交替し、人事刷新となる。張仲直は華北政務委員会政務庁庁長に任命された。同年7月4日、朱深病没（同月2日）により王克敏が委員長に返り咲く。同年11月11日、華北政務委員会の大幅な改組に伴い、張は委員会委員兼財務庁庁長代理兼総務庁次長代理に就任した。1945年（民国34年）2月、財務庁庁長代理と総務庁次長代理を退き、華北政務委員会委員のみを務めている。張は日本語が堪能であり、日本人との交流を頻繁に進めたとされる。
中華人民共和国成立後の1951年5月20日、北京市人民政府は反革命罪などで張仲直に死刑判決を言い渡し、直ちに執行した。享年51。